# August Göllerich
August Göllerich   (Linz, 2 de juliol de 1859 - Linz, 16 de març de 1923) va ser un pianista, director i escriptor austríac.
Era fill del secretari de la ciutat de Welser August Göllerich i posteriorment ajudant de Reichsrats i Landtag, i la seva esposa Maria, de Nowotny, van créixer en bones condicions de classe mitjana a la Baumbachstraße 16 de Linz. Una placa d'aquesta casa indica el seu parador. El seu pare era membre d'una escriptora liberal i societat literària a Wels. Göllerich va assistir després a l'escola normal de Wels Linzer Realschule, que va fer i l'escola secundaria. Aquí va viure de moment amb Rudolf Ritter von Hoyer, més tard amb les germanes Anna i Eleonore Löffler. El 1868 va rebre les seves primeres lliçons de piano a Wels per un tal mestre anomenat Oberhuber i, més endavant, al professor original de música Rostock, Linzer, August Wieck. Dimecres al vespre es reunia allà amb la seva amiga Ludovika, una canonista per a tocar el piano a quatre mans.
Ja va tractar els escrits de Richard Wagner jove, amb només catorze anys el 1873. Aquest any va aparèixer a Wels en un concert benèfic, on va obtenir un primer èxit. No obstant això, ja havia actuat públicament a Wels des dels onze anys i ja havia escrit presentacions a obres musicals.
Després de diplomar-se de batxillerat, el destacat matemàtic va començar els seus estudis a la Universitat Tècnica de Viena, on va presentar un certificat i va rebre una beca per al semestre d'estiu de 1878 per la quantitat de 60 florins. El seu desig de trencar els seus estudis tecnològics, dedicar-se íntegrament a la teoria i la pràctica musicals, va ser rebutjat pel pare, probablement perquè coneixia des del seu punt de vista el món de molts artistes. Ningú menys que Anton Bruckner havia demanat ajuda al pare de Göllerich i, probablement, volia evitar les preocupacions financeres del seu fill. A través del seu pare, August Göllerich es va reunir amb Bruckner al principi, ja que eren bons amics entre ells.
Després de la mort del seu pare el 1883, es va apartar dels estudis tècnics i es va dedicar completament a la música. Va començar a estudiar en profunditat les obres de Robert Schumann i Johannes Brahms, així com l'harmonia de Richard Wagner i l'art de la instrumentació d'Hector Berlioz.
Göllerich va treballar com a secretari d'Anton Bruckner i de Franz Liszt, estudiant de piano a la Universitat de Viena des de 1884. Després de la mort de Liszt el 1886, va treballar com a crític musical a Viena. De 1890 a 1896 va ser director de l'escola de música "Ramann-Volckmann'schen" a Nuremberg. Va ocupar el càrrec de director del "Musikvereinschule" de Linzer des de 1896 fins a la seva mort el 1923, que també el va portar al director artístic dels concerts de Musikverein i al cap de direcció dels "Sängerbundes". A través del seu compromís, Linz es va convertir en una ciutat musical de primer ordre; va interpretar per primera vegada les obres més importants de Liszt i Bruckner a Linz. Göllerich va estar amb Gisela vvon Voigt, també alumna de Liszt i mare del compositor Casimir de Pászthory.
Ja el 1922 Göllerich va exigir la construcció d'un Casal Bruckner .
La Universitat privada Anton Bruckner estava en possessió dels seus diaris, en els quals es van gravar els seus records de Liszt i altres materials a Göllerich, que ara es troba a la Biblioteca Nacional Austríaca de Viena.

## Publicacions
- Franz Liszt, Berlín 1908
- Anton Bruckner. Una imatge de vida i obra, 1936

## Honors
- El 1929, el Göllerichstraße de Linz va rebre el seu nom, que connecta el Johann-Straußstraße amb el Hanriederstraße.